# Hereward il Fuorilegge
Hereward il Fuorilegge, detto anche l'Attento o l'Esiliato (in italiano Ervardo; in inglese detto Hereward the Outlaw, the Exile o the Wake; 1035 circa – 1072 circa), fu un nobile anglosassone che cercò di resistere ai normanni durante la conquista normanna dell'Inghilterra.
Tradizionalmente la sua base di potere è collocata nell'isola di Ely e secondo la leggenda egli percorse i Fens coprendo il nord del Cambridgeshire, il Lincolnshire meridionale e il Norfolk occidentale per sollevare la popolazione contro Guglielmo il Conquistatore. Il suo nome deriverebbe dalla radice dell'antico inglese here che significa esercito e ward che vuol dire guardiano, affine all'alto tedesco antico heriwart e al tedesco moderno heerwart. Il soprannome wake gli venne dato diversi secoli dopo la sua morte e potrebbe significare l'attento o riferirsi alla famiglia anglo-normanna degli Wake che reclamarono Hereward come loro ascendente. Ma vi è anche una famiglia tedesca dei Wake, più probabili discendenti diretti, sebbene la famiglia anglo-normanna possa essere strettamente imparentata.

## Le fonti
Esistono diverse fonti sulla vita di Hereward, tuttavia è difficile valutarne completamente l'affidabilità. Si tratta delle versioni della cronaca anglosassone scritte presso l'abbazia di Peterborough, conosciuta anche come la cronaca di Peterborough, il Domesday Book, il Liber Eliensis e, ben più ricca di dettagli delle altre, le Gesta Herwardi. In taluni punti queste fonti sono contraddittorie fra loro, le Gesta per esempio pongono l'attacco di Hereward all'abbazia di Peterborough subito dopo l'assedio di Ely, mentre le cronache di Peterborough (datate al 1070) invertono l'ordine degli eventi. Questo indica, come del resto scritto nelle Gesta, che leggende orali confliggenti fra loro venivano già raccontante nelle Fens nel tardo XI secolo e nella prima parte del XII. Per altro nei primi manoscritti su Hereward doveva pesare un certo pregiudizio delle parti in causa, le cronache di Peterborough, per esempio, vennero scritte in un monastero che aveva subito il saccheggio da parte sua circa una cinquantina di anni prima. D'altro canto le Gesta vennero scritte con l'esplicito intento di lodare le gesta di Hereward e molte delle cose scritte provenivano dai racconti di uomini che lo avevano conosciuto e, se si deve credere alla prefazione, da suoi compagni d'armi e da membri della corte di suo padre. La versione attualmente esistente è, come afferma l'autore, la versione tradotta in latino di un testo perduto compilato secondo i racconti orali dell'epoca.

## Biografia

### La nascita e le proprietà incerte
Parzialmente a causa della mancanza di dettagli delle prove della sua esistenza le speculazioni sulla sua vita negli anni sono andate accumulandosi. I più antichi riferimenti alla sua famiglia si trovano nelle Gesta e lo vogliono figlio di tale Edith, a sua volta discendente da Oslac di York e di Leofric di Bourne nipote di Ralph Staller (1011 circa-1068). Altri invece lo credono figlio di Leofrico di Coventry e della sua leggendaria moglie Lady Godiva, non vi sono prove di questo legame di parentela e l'abate Brand di Peterborough, che rivendicava di esserne lo zio, non appare legato a nessuno dei due. Alla fine appare improbabile che Hereward discendesse da una famiglia di nobili natali, perché, se così fosse stato, la sua parentela sarebbe stata debitamente registrata. Alcuni storici ritengono che Hereward fosse di discendenza anglo-danese e che danese fosse suo padre, un uomo a nome Asketil, quest'ipotesi è suffragata dal fatto che anche Brand è un nome danese e combacerebbe con un fratello battezzato come Asketil. Per altro Hereward da adulto fu in grado di chiedere ed ottenere aiuto dai danesi, fatto che corrobora tale teoria.
Convenzionalmente la data di nascita di Hereward è collocata attorno al 1035 perché egli fu esiliato per la prima volta nel 1054 quando aveva circa diciotto anni, in ogni caso, poiché i racconti delle Gesta della prima parte del suo esilio (trascorso fra Scozia, Irlanda e Cornovaglia), contiene elementi poco verosimili è difficile credere se si può prestare fede anche alle date. Biografi più recenti fanno notare che le campagne nelle quali egli combatté nei pressi delle Fiandre ebbero luogo attorno al 1063 quindi, se egli era davvero diciottenne, bisognerebbe postdatare la sua nascita al 1044-1045.
Il suo luogo di nascita è posto tradizionalmente a Bourne nel Lincolnshire e il Domesday Book registra che un uomo a nome Hereward possedeva delle terre nelle parrocchie di Witham on the Hill e a Barholm, entrambe nell'angolo sud-occidentale della contea, quale locatario dell'abbazia di Peterborough. Prima dell'esilio Hereward aveva anche dei terreni, come locatario dell'abbazia di Crowland a Crowland, otto miglia a est di Market Deeping. In quell'epoca quelle zone erano ampiamente paludose e dal momento che i possedimenti delle varie abbazie potrebbero essere stati distribuiti nelle varie parrocchie ad oggi è difficile stabilirne l'esatta posizione, anche se, certamente, erano nel sudovest del Lincolnshire.

### L'esilio
Hereward venne esiliato, come detto, attorno al suo diciottesimo compleanno per aver tradito il padre e per il suo comportamento tanto dirompente che avrebbe causato problemi all'intera comunità. Hereward venne dichiarato fuorilegge da Edoardo il Confessore. Le Gesta raccontano varie versioni delle sue supposte imprese giovanili mentre errava fra l'Irlanda, la Cornovaglia e le Fiandre. Queste includono un combattimento con un enorme orso, il salvataggio di una principessa cornica da un matrimonio da lei indesiderato e molti storici ritengono che queste storie siano pura finzione. Arrivato nelle Fiandre Hereward si unì a una spedizione contro le Scaldamarialand, probabilmente delle isole poste nell'estuario della Schelda, gli storici pensano che questo potrebbe essere vero perché i tempi coincidono con una spedizione che il conte Roberto di Frisia fece in quel tempo.
Al tempo in cui iniziò la conquista normanna dell'Inghilterra Hereward era ancora sul continente e lavorava come mercenario per il conte di Fiandra Baldovino V. Secondo le Gesta egli prese parte a diversi tornei a Cambrai e a un certo punto pare che abbia contratto matrimonio con una donna di stirpe gallo-tedesca chiamata Turfida che proveniva da una ricca famiglia di Saint Omer. Secondo il racconto ella s'innamorò di lui a prima vista avendo avuto notizia delle sue eroiche imprese.

### Il ribelle
Hereward tornò in patria fra il 1069 e il 1070 e qui scoprì che le terre di famiglia erano state prese dai normanni, che suo fratello era stato ucciso e che la testa era stata posta su una picca e esposta al cancello di casa. Hereward riuscì a vendicarsi degli uomini che lo avevano ucciso sorprendendoli ubriachi a un banchetto mentre deridevano gli inglesi e si afferma che riuscì ad ucciderne una quindicina con l'aiuto di un solo uomo. Dopo di che Hereward riunì attorno a sé dei seguaci e si recò all'abbazia di Peterborough per essere nominato cavaliere da suo zio Brand, quindi tornò nelle Fiandre per permettere alle acque di calmarsi prima di fare ritorno.
Le Gesta affermano che il cognato di Guglielmo I di Warenne, Frederick di Oosterzele-Scheldewindeke, giurò di uccidere Hereward ma egli fu più veloce e lo uccise per primo, questo avvenimento è registrato anche nell'Hyde Chronicle e quindi lo si può ritenere veritiero. Lo stesso Guglielmo si mise sulle tracce di Hereward, ma questi riuscì a disarcionarlo colpendo il suo cavallo con una freccia.
Nel 1070 Hereward partecipò di sicuro all'insurrezione antinormanna che si svolse sull'isola di Ely. Fra il 1069 e il 1070 Sweyn II di Danimarca aveva mandato un piccolo esercito perché provasse a installarsi a Ely e Hereward, pare, si unì a loro e con questi uomini egli mise a ferro e fuoco l'abbazia di Peterborough, evento che le Gesta collocano dopo l'assedio di Ely e le cronache di Peterborough invece collocano prima. Gli storici ritengono che le Cronache siano in questo caso da ritenersi più attendibili. Hereward si giustificò dicendo che in questo modo sperava di poter salvare i tesori dell'abbazia e le sue reliquie dai normanni capeggiati dal nuovo abate normanno che aveva scacciato suo zio. Le Gesta per altro aggiungono che egli riportò i tesori all'abbazia dopo aver avuto una visione di San Pietro, mentre le Cronache affermano che i preziosi vennero portati via dai danesi.
Hereward si unì quindi a un piccolo esercito comandato da Morcar († dopo il 1087) che era stato conte di Northumbria prima di essere cacciato da Guglielmo I d'Inghilterra nel 1066. Nel 1071 i due furono costretti a ritirarsi sull'isola di Ely e dovettero resistere strenuamente al potere crescente di Guglielmo, sia le Gesta che il Liber Eliensis affermano che Guglielmo tentò un attacco frontale aiutato da una gigantesca, era lunga un miglio, strada rialzata in legno che però cominciò ad affondare sotto il peso dei cavalli e delle armature. I normanni quindi tentarono di intimidire i ribelli con una strega che li maledisse da una torre di legno, ma Hereward riuscì a incendiare la torre che crollò con la donna al suo interno. Le Gesta raccontano anche di altre prodezze, sicuramente inventate, in cui Hereward si traveste da vasaio per spiare il re e scappare dalla prigionia.
Si dice che i normanni siano giunti a corrompere i monaci che vivevano ad Ely perché gli rivelassero una sicura via d'accesso attraverso le paludi, informazione che fruttò la presa dell'Isola di Ely. Morcar venne preso prigioniero, ma Hereward scappò con alcuni seguaci nelle paludi e continuò da lì la sua resistenza, questa fuga è annotata in tutte le fonti più antiche che lo riguardano.

### La scomparsa
Dopo la caduta di Ely, la vita di Hereward si fa confusa e vi sono notizie contrastanti. Le Gesta dicono che egli tentò di negoziare con Guglielmo, ma fu provocato da un uomo chiamato Ogger che lo trascinò in un combattimento e a seguito di questo venne catturato e imprigionato. La sua prigionia non durò a lungo poiché venne liberato dai suoi sodali mentre veniva portato da un castello all'altro, per altro il suo vecchio carceriere pregò Guglielmo di negoziare di nuovo con lui ed Hereward alla fine venne perdonato e trascorse il tempo che gli restava in relativa pace. Pare che abbia anche contratto un secondo matrimonio, dopo che Tulfrida era entrata in convento, con una donna di nome Alftruda vedova di un conte a nome Dolfin.
Il cronacotecario Geoffroy Gaimar nel suo Estoire des Engleis afferma invece che Hereward visse come fuorilegge nelle Fens, ma che era sul punto di fare pace con Guglielmo quando venne ucciso da un gruppo di cavalieri normanni. D'altronde è anche possibile che Hereward non sia mai stato perdonato e che sia dovuto andare in esilio facendo perdere le sue tracce, un destino condiviso da molti dei suoi compatrioti del tempo. Ogger, l'uomo che pare lo abbia sfidato a combattere, pare anche che sia entrato in possesso delle sue terre.

## Il vero e il falso
L'epiteto di Wake gli viene dato per la prima volta verso la fine del XIV secolo e lo si trova nelle cronache di Peterborough. Vi sono due teorie circa l'origine di questo appellativo, la prima vuole che significhi l'attento e l'autore Charles Kingsley nelle sue novelle afferma che Hereward lo acquistò quando, con il suo aiutante, sventò un tentativo di assassinio ai suoi danni durante una battuta di caccia ad opera di un gruppo di cavalieri gelosi. Una seconda teoria vuole invece che il nome derivi dalla famiglia Wake, dei normanni che dopo la sua morte acquisirono le sue terre a Bourne con lo scopo di sottintendere un legame famigliare che favorisse la loro acquisizione. Tale famiglia affermava di discendere dalla seconda moglie di Hereward.
L'esistenza storica di Hereward non è in discussione, mentre lo sono i particolari della sua vita specialmente quelli contenuti nelle Gesta che talvolta esagerano le sue azioni e talaltra le inventano completamente.
Alcuni storici ritengono che le Gesta siano nate come opera destinata all'intrattenimento attraverso il racconto delle imprese di un eroe inglese che resistette attivamente e con successo ai normanni. In esse Hereward è sempre mosso da sentimenti onesti e mostra di possedere i valori di cavalleria anche nella guerra a differenza dei suoi nemici e la sua grande abilità virile è costantemente enfatizzata. Tutti gli atti potenzialmente a suo discredito, come il saccheggio di Peterborough sono sempre debitamente scusati o persino cancellati come nel caso in cui gli viene attribuita la visione di San Pietro che lo induce a restituire il bottino all'abbazia.
Il fatto che Hereward partecipò alle battaglie che si svolsero attorno ad Ely è testimoniato dai testi più antichi delle Cronache anglosassoni datate al 1070 e sempre le cronache attestano che partecipò al saccheggio di cui sopra. Tuttavia i testi più antichi parlano solo della sua presenza lì e della sua partecipazione alla resistenza tacendo sui particolari della sua vita famigliare. L'L'Estoire des Engles datata al 1140 dice che Hereward era un nobile, ma non specifica di quale famiglia, sia le Gesta che la successiva Historia Croylandensis provano ad attribuirgli nobili ascendenze, ma senza prove. Dal XV secolo la famiglia Wake cominciò ad asserire che erano suoi discendenti ed elevarono i suoi natali attribuendogli come genitori Leofrico di Coventry e la leggendaria Lady Godiva.
È possibile che qualcuna delle storie costruite intorno a Hereward sia mutuata da quelle che si tesserono attorno a Robin Hood o che ne siano state influenzate.
Hereward rimase in ogni caso una figura minore fino al giungere dell'epoca vittoriana, quando l'idea di un eroe anglosassone ribelle cominciò ad essere popolare. Il romanzo Hereward the Wake di Charles Kingsley del 1850 lo elevò al rango di eroe nazionale e venne introdotta anche l'idea che le libertà inglesi erano state, all'epoca, distrutte dal giogo normanno, un'idea che era già stata precedentemente teorizzata da Walter Scott nel suo Ivanhoe.

## Cinema e letteratura
Hereward compare in numerose opere letterarie fra le quali si ricordano:
- The Age of Fable, or Stories of Gods and Heroes del 1855 ad opera di Thomas Bulfinch (15 luglio 1796-27 maggio 1867)
- Hereward the Wake del 1850 di Charles Kingsley
- Man with a sword del 1962 di Henry Treece (22 dicembre 1911-10 giugno 1966)
- The Legend of Hereward the Wake del 2007 di Mike Ripley (1952)

fra le opere cinematografiche su di lui si ricordano:
- Hereward the Wake sceneggiato della BBC del 1965 dove Hereward è interpretato da Alfred Lynch (26 gennaio 1931-16 dicembre 2003)
- Blood Royal: William the Conqueror  del 1990 dove Hereward è interpretato Brian Blessed